# Бадарај (Ботошани)
Бадарај (рум. Bădărăi) насеље је у Румунији у округу Ботошани у општини Санта Маре. Oпштина се налази на надморској висини од 64 m.

## Становништво
Према подацима из 2002. године у насељу је живело 139 становника, од којих су сви румунске националности.